# Заросляк вусатий
Заросляк вусатий (Atlapetes albofrenatus) — вид горобцеподібних птахів родини Passerellidae. Ендемік Колумбії. Деякі дослідники вважають Atlapetes meridae підвидом вусатого заросляка.

## Опис
Довжина птаха становить 17,5-18 см, вага 30 г. Верхня частина тіла оливково-зелена. крила і хвіст чорні з оливковим відтінком. Голова чорна, на щоках широкі білі смуги, що нагадують вуса. Тім'я рудувато-коричневе. горло біле, груди і живіт жовті. Молоді птахи мають бурувато-оливкову верхню частину тіла, нижня частина тіла в них темно-оливкова з жовтуватим відтінком. Вуса тьмяно-жовті, голова чорна, тім'я темно-оливкове.

## Поширення і екологія
Вусатий заросляк є ендеміком північної Колумбії. Мешкає у вологих тропічних лісах Східного хребта від Норте-де-Сантандера до Кундінамарки. Живе на висоті від 1500 до 2500 м над рівнем моря.

## Поведінка
Харчуються комахами, фруктами і ягодами. Живуть невеликими зграйками або парами. Шукають здобич на деревах. Рідко приєднуються до змішаних зграй.